# Chixi, Guangdong
Chixi är en köping i sydöstra Kina. Den ligger i Taishan i staden Jiangmen i provinsen Guangdong, omkring 130 kilometer söder om provinshuvudstaden Guangzhou. Antalet invånare är 34 450. Befolkningen består av 15 773 kvinnor och 18 677 män. Barn under 15 år utgör 14,0 %, vuxna 15-64 år 76 %, och äldre över 65 år 9,0 %.